# Aegyptobia aliartensis
Aegyptobia aliartensis är en spindeldjursart som beskrevs av Hatzinikolis 1987. Aegyptobia aliartensis ingår i släktet Aegyptobia och familjen Tenuipalpidae. Inga underarter finns listade i Catalogue of Life.